# 湖北口回族乡
湖北口回族乡是中华人民共和国湖北省十堰市郧西县下辖的一个民族乡。

## 行政区划
湖北口回族乡下辖以下村级行政区划单位：
庙川村、三天门村、虎头岩村、大新川村、小新川村、坎子山村、虎坪村、湖北口村、泗峡口村、龙王滩村、东川村、西川村、庵坪村、桃园沟村、塔坪岭村、三十六岩村、李木沟村、寺院沟村和大夫岭村。